# Die Nacht der unheimlichen Bestien
Die Nacht der unheimlichen Bestien (Originaltitel: The Killer Shrews) ist ein US-amerikanischer Horrorfilm des Regisseurs Ray Kellogg aus dem Jahr 1959. Das Drehbuch von Jay Simms basiert auf seiner eigenen Erzählung.

## Handlung
Thorne Sherman und sein Partner Rook beliefern eine abgelegene Insel mit Vorräten. Die Bewohner des Eilandes sind der Wissenschaftler Craigis, seine Tochter Ann, Anns Verlobter Jerry, der Assistent Baines und der Diener Mario. Den Lieferanten wird geraten, die Nacht im Haus zu verbringen, weil ein Hurrikan im Anzug ist. Sherman nimmt das Angebot an, doch Rook bleibt auf dem Boot.
Craigis arbeitet daran, Menschen auf die halbe Größe zu bringen, um den Welthunger zu bekämpfen. Leider haben seine Experimente einige riesige giftige Mäuse hervorgebracht. Thorne und Ann verlieben sich zu Jerrys Leidwesen ineinander. Die Mäuse attackieren das Boot und fressen Rook, danach belagern sie das Haus des Wissenschaftlers. Als sie in den Keller eindringen, wird Mario leicht gebissen. Der Diener stirbt an der Vergiftung. Nachdem auch Baines von den Mäusen getötet wurde, versuchen Thorne, Ann und ihr Vater, mit dem Boot zu fliehen, während Jerry im Haus bleiben will. Die drei klettern in leere Ölfässer und können zum Strand vordringen. Jerry überlegt es sich anders und will den anderen zum Moor folgen, doch wird er von den Mäusen angegriffen und getötet. Die drei Flüchtlinge schaffen es zum Boot und können die Insel verlassen.

## Kritiken
„Ein teilweise unfreiwillig komischer Thriller.“

## Hintergrund
- Dieser B-Film, der mittlerweile zu einem Kultklassiker avancierte, wurde in Dallas, Texas, gedreht.
- Wirtschaftlich war der Film erfolgreich. Bei einem Budget von ca. 123.000 US-Dollar spielte er in den USA knapp eine Million US-Dollar ein.[2]
- In Deutschland befindet sich eine 35-mm-Filmkopie im Medienarchiv Bielefeld.
- In den USA lief der Film in einem Doppelprogramm mit The Giant Gila Monster, ebenfalls von Ray Kellogg inszeniert. Kellogg, ein ehemaliger Tricktechniker, gab mit den beiden Filmen sein Regie-Debüt.
- Die Killermäuse wurden von dressierten kleinen Hunden dargestellt.
- Für die in Schweden geborene Ingrid Goude war es die vorletzte Rolle in einem Kinofilm.
- Aus Kostengründen übernahm Gordon McLendon in diesem Film die Rolle des Assistenten – sein einziger Einsatz als Schauspieler. Seine eigentliche Funktion war die des ausführenden Produzenten, ebenso im Parallelfilm The Giant Gila Monster.
- Den Fernsehzuschauern ist der Produzent Ken Curtis als Festus Haggen aus der Fernsehserie Rauchende Colts bekannt.
- Für den gebürtigen Polen Baruch Lumet war es die dritte Rolle in einem Kinofilm. Am Yiddish Theatre war er einer der Hauptdarsteller.[3]

## Ur- und Erstaufführung
- USA: 25. Juni 1959
- Deutschland: 6. April 1962[4]

## Fortsetzung
- 2012 kam mit dem Film Mega Rats – Angriff der Riesenratten (Originaltitel Return of the Killer Shrews) eine Fortsetzung auf den Markt. Der Film spielt 53 Jahre nach den Geschehnissen des ersten Teils.[5]
- 2016 folgte mit Attack of the Killer Shrews! eine Parodie auf den Klassiker von 1959.[6]